# Oberlistingen
Oberlistingen ist ein Ortsteil der Gemeinde Breuna im nordhessischen Landkreis Kassel.

## Geographie

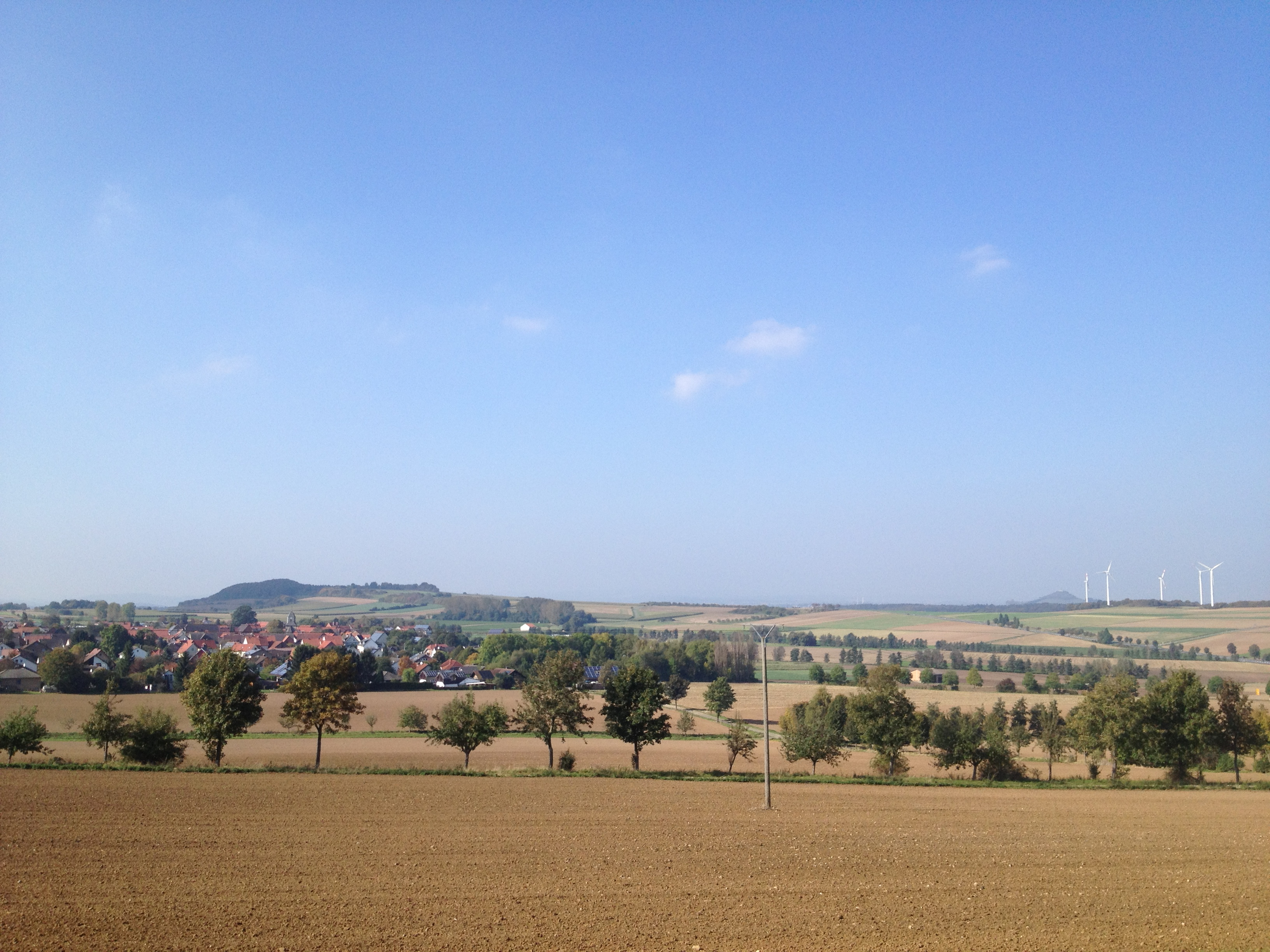
Blick von der Grillhütte auf Oberlistingen

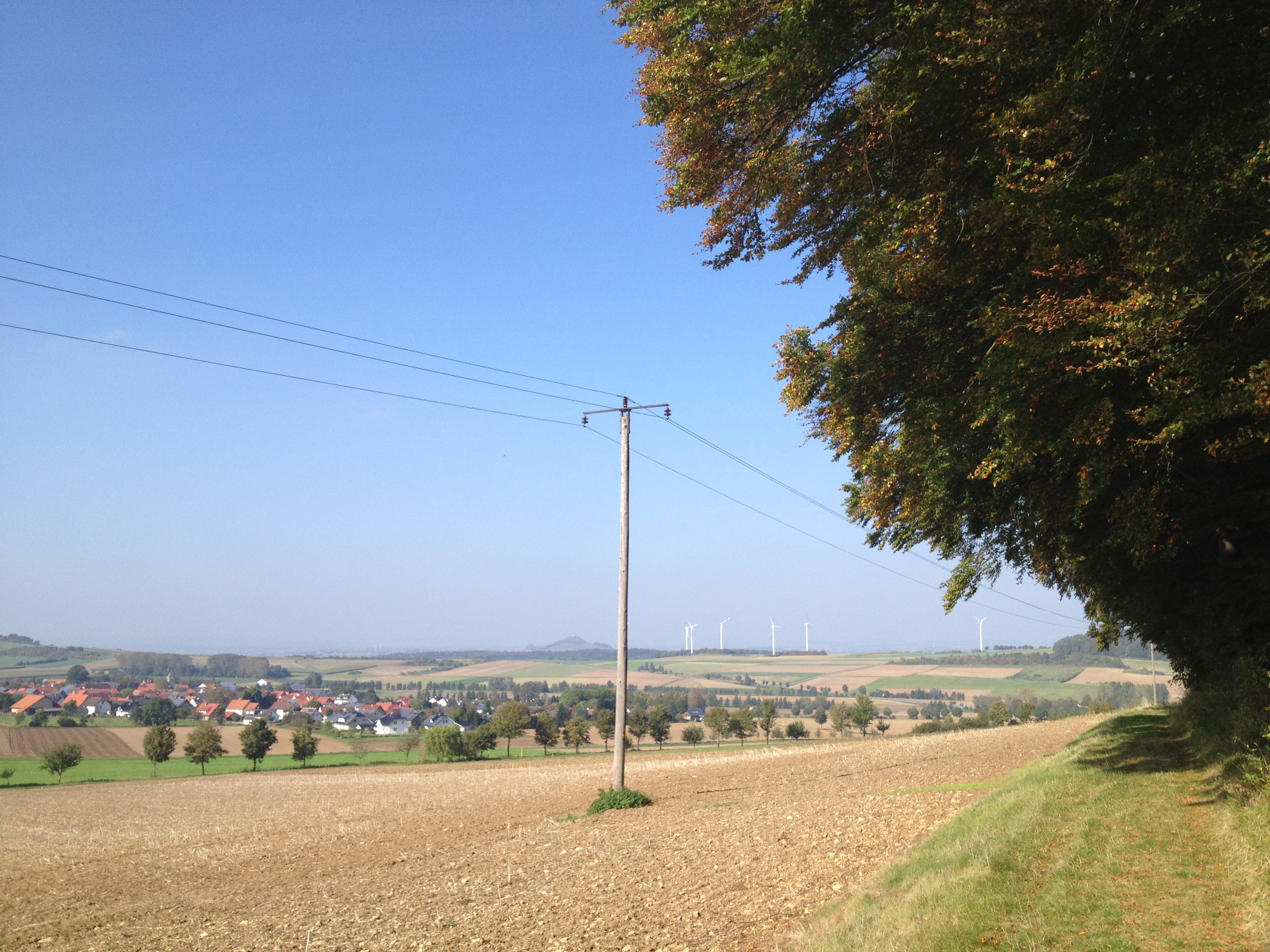
Blick vom Waldrand des Igelsbettes auf Oberlistingen

Oberlistingen liegt sechs Kilometer nordöstlich vom Hauptort Breuna im Naturpark Habichtswald im nordhessischen Bergland. Am nordöstlichen Ortsrand treffen die Bundesstraße 7 und die Landesstraße 3080 aufeinander.

## Geschichte
Die älteste bekannte schriftliche Erwähnung von Listingen erfolgte unter dem Namen Lystungen im Traditiones Corbeienses  und wird in die Zeit 816–876 datiert. Aber erst 1341 wird explizit Oberlistingen als Obern Lystingen in einem Calenberger Lehensrevers erwähnt. Im Ort befand sich eine Villikation des Klosters Hilwartshausen mit Eigentum an Grund und Boden. Oberlistingen ging 1535 nach dem Tod des letzten männlichen Sprosses der Herren von Gudenberg, Eberhard von Gudenberg, an dessen Schwiegersohn Hermann von der Malsburg. Das Kirchenpatronat hatten die Spiegel zum Desenberg. Von der mittelalterlichen evangelischen Kirche ist nur noch der Wehrturm erhalten.
Zum 1. August 1972 wurde die bis dahin selbständige Gemeinde Oberlistingen im Zuge der Gebietsreform in Hessen kraft Landesgesetz in die Gemeinde Breuna eingegliedert. Für alle durch die Gebietsreform eingegliederten Gemeinden sowie die Kerngemeinde wurde je ein Ortsbezirk mit Ortsbeirat und Ortsvorsteher nach der Hessischen Gemeindeordnung eingerichtet.

## Bevölkerung
Einwohnerstruktur 2011
Nach den Erhebungen des Zensus 2011 lebten am Stichtag, dem 9. Mai 2011, in Oberlistingen 711 Einwohner. Darunter waren 15 (2,1 %) Ausländer. Nach dem Lebensalter waren 129 Einwohner unter 18 Jahren, 291 zwischen 18 und 49, 153 zwischen 50 und 64 und 1368 Einwohner waren 66 und älter. Die Einwohner lebten in 285 Haushalten. Davon waren 57 Singlehaushalte, 78 Paare ohne Kinder und 111 Paare mit Kindern, sowie 33 Alleinerziehende und 3 Wohngemeinschaften. In 42 Haushalten lebten ausschließlich Senioren und in 186 Haushaltungen lebten keine Senioren.
Einwohnerentwicklung
| Quelle: Historisches Ortslexikon |                   |
| • 1585:                          | 66 Hausgesesse    |
| • 1747:                          | 126 Haushaltungen |

| Oberlistingen: Einwohnerzahlen von 1834 bis 2015 | Oberlistingen: Einwohnerzahlen von 1834 bis 2015 | Oberlistingen: Einwohnerzahlen von 1834 bis 2015 | Oberlistingen: Einwohnerzahlen von 1834 bis 2015 | Oberlistingen: Einwohnerzahlen von 1834 bis 2015 |
| --- | ------------------------------------------------ | ------------------------------------------------ | ------------------------------------------------ | ------------------------------------------------ |
| Jahr |                                                  |                                                  |                                                  | Einwohner                                        |
| 1834 | 1834                                             |                                                  | 745                                              | 745                                              |
| 1840 | 1840                                             |                                                  | 760                                              | 760                                              |
| 1846 | 1846                                             |                                                  | 801                                              | 801                                              |
| 1852 | 1852                                             |                                                  | 844                                              | 844                                              |
| 1858 | 1858                                             |                                                  | 790                                              | 790                                              |
| 1864 | 1864                                             |                                                  | 840                                              | 840                                              |
| 1871 | 1871                                             |                                                  | 760                                              | 760                                              |
| 1875 | 1875                                             |                                                  | 691                                              | 691                                              |
| 1885 | 1885                                             |                                                  | 661                                              | 661                                              |
| 1895 | 1895                                             |                                                  | 647                                              | 647                                              |
| 1905 | 1905                                             |                                                  | 616                                              | 616                                              |
| 1910 | 1910                                             |                                                  | 625                                              | 625                                              |
| 1925 | 1925                                             |                                                  | 692                                              | 692                                              |
| 1939 | 1939                                             |                                                  | 636                                              | 636                                              |
| 1946 | 1946                                             |                                                  | 1.016                                            | 1.016                                            |
| 1950 | 1950                                             |                                                  | 994                                              | 994                                              |
| 1956 | 1956                                             |                                                  | 806                                              | 806                                              |
| 1961 | 1961                                             |                                                  | 715                                              | 715                                              |
| 1967 | 1967                                             |                                                  | 698                                              | 698                                              |
| 1980 | 1980                                             |                                                  | ?                                                | ?                                                |
| 1990 | 1990                                             |                                                  | ?                                                | ?                                                |
| 2000 | 2000                                             |                                                  | ?                                                | ?                                                |
| 2011 | 2011                                             |                                                  | 711                                              | 711                                              |
| 2015 | 2015                                             |                                                  | 696                                              | 696                                              |
| Datenquelle: Historisches Gemeindeverzeichnis für Hessen: Die Bevölkerung der Gemeinden 1834 bis 1967. Wiesbaden: Hessisches Statistisches Landesamt, 1968. Weitere Quellen: LAGIS; Gemeinde Breuna; Zensus 2011 |                                                  |                                                  |                                                  |                                                  |

Historische Religionszugehörigkeit
| Quelle: Historisches Ortslexikon |                                                                   |
| • 1885:                          | 637 evangelische (= 96,37 %), 24 jüdische (= 3,63 %) Einwohner    |
| • 1961:                          | 648 evangelische (= 90,63 %), 54 katholische (= 7,55 %) Einwohner |

## Politik
Der Ortsbezirk Oberlistingen umfasst das Gebiet der ehemaligen Gemarkung Oberlistingen. Der Ortsbeirat besteht aus neun Mitgliedern. Bei der Kommunalwahl 2021 betrug die Wahlbeteiligung zur Wahl des Ortsbeirats 64,73 %. Dabei wurden gewählt: fünf Mitglieder der SPD und vier Mitglieder der CDU. Der Ortsbeirat wählte Marco Ohme (SPD) zum Ortsvorsteher.

## Sonstiges
- Im Ort gibt es ein Dorfgemeinschaftshaus.
- Im örtlichen Steinbruch kann man zahlreiche Fossilien finden.